# Atletiek op de Paralympische Zomerspelen 2024 - Kogelstoten mannen F37
Het Kogelstoten voor mannen klasse F37 op de Paralympische Zomerspelen 2024 vond plaats op 30 augustus in het Stade de France. Deze klasse is voor atleten met cerebrale parese, deze atleten hebben bewegings- en coördinatieproblemen aan één lichaamshelft. Ze kunnen goed bewegen aan hun dominante kant van hun lichaam. De winnaar van 2020 was Albert Khinchagov die in 2024 werd opgevolgd door de Oezbeek Kudratillokhon Marufkhujaev, het zilver was voor de Tunesiër Ahmed Ben Moslah  en Tolibboy Yuldashev uit Oezbekistan won de bronzen medaille.

## Records
Voorafgaand aan het toernooi waren dit het wereldrecord en het Paralympisch record.
| Wereldrecord        | China Dong Xia | 17.52 | Londen | 5 september 2012 |
| Paralympisch record | China Dong Xia | 17.52 | Londen | 5 september 2012 |

## Uitslag
| Rang   | Atleet                      | Atleet | #1    | #2    | #3    | #4    | #5    | #6    | Resultaat | Bijz. |
| ------ | --------------------------- | ------ | ----- | ----- | ----- | ----- | ----- | ----- | --------- | ----- |
| Goud   | Kudratillokhon Marufkhujaev | UZB    | 14.06 | 15.31 | 15.65 | 15.17 | 16.37 | x     | 16.37     | PB    |
| Zilver | Ahmed Ben Moslah            | TUN    | 14.63 | x     | 15.00 | 15.40 | 14.90 | x     | 15.40     | SB    |
| Brons  | Tolibboy Yuldashev          | UZB    | 14.63 | 15.24 | 15.16 | x     | 15.20 | 14.73 | 15.24     | PB    |
| 4      | De Oliveira Souza           | BRA    | 14.52 | 14.03 | 14.38 | 14.27 | 13.64 | x     | 14.52     |       |
| 5      | Luis Carlos López           | MEX    | x     | 13.57 | 14.31 | x     | 13.49 | 13.27 | 14.31     |       |
| 6      | Manu Manu                   | IND    | x     | 12.71 | 13.28 | 13.86 | 13.07 | x     | 13.86     |       |
| 7      | Donatas Dundzys             | LTU    | 12.91 | 13.63 | 13.38 | 13.59 | 13.42 | 13.3  | 13.63     |       |
| 8      | Mykola Zhabnyak             | UKR    | 12.93 | 12.70 | 13.14 | 13.35 | 13.01 | 12.91 | 13.35     |       |
| 9      | Jakub Miroslaw              | POL    | 12.82 | 13.12 | x     |       |       |       | 13.12     |       |
| 10     | Dhari Buti                  | KUW    | 12.66 | 12.38 | 12.31 |       |       |       | 12.66     | SB    |